# Victor Calles
Victor Calles, auch Viktor Calles (* 26. März 1901 in Aachen; † 21. Oktober 1969 in Köln) war ein deutscher Garten- und Landschaftsarchitekt.

## Leben
Auf ein Studium in Bonn, Berlin, Stuttgart und Köln folgte ein gärtnerisches Praktikum in Aachen. 1920 machte Calles sich mit einem eigenen Büro selbständig, das ab 1921 in Köln ansässig war. Er war Mitglied des Bundes Deutscher Gartenarchitekten (BDGA). Ab 1961 führte Calles sein Büro mit Sohn Horst Victor Calles (* 19. Juni 1939), der es nach dem Tod des Vaters 1969 übernahm. 1979/80 erfolgte der Umzug von Köln-Müngersdorf (Veit-Stoß-Straße 6) nach Köln-Lövenich (An der Ronne 48).:49:83 Das Büro wird seit 1997 in dritter Generation von Dipl.-Ing. Torsten Calles und Luc de Brabant unter dem Namen „Calles De Brabant Landschaftsarchitekten“ geführt.
Bekannt wurde Calles unter anderem durch seine Vorschläge zur Rekultivierung der vom Braunkohletagebau im Rheinischen Braunkohlerevier westlich von Köln betroffenen Gebiete, die er bereits seit 1946, lange vor Erlass der entsprechenden Gesetze, vorlegte.:9 Er war an der Vorbereitung der Bundesgartenschau in Köln 1957 als Mitglied des Gestaltungs- und des Friedhofsausschusses beteiligt. Sein Werk im In- und Ausland umfasst neben privaten und öffentlichen Gärten etwa 80 Friedhöfe sowie einige Sportanlagen und Ehrenmale. Bei zahlreichen Projekten war Calles Partner des Kölner Architekten Hans Schilling.

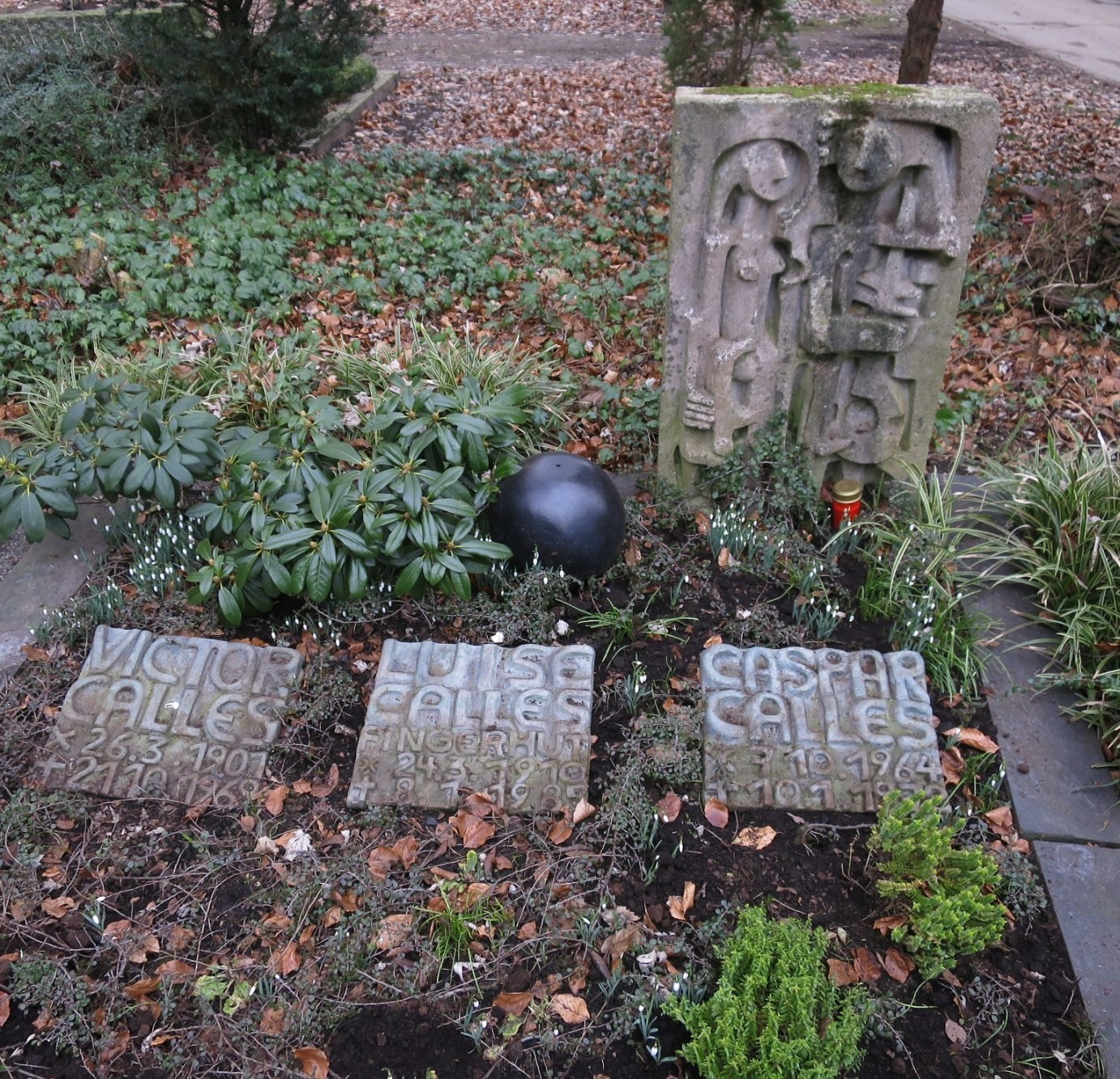
Familiengrab Calles

„Victor Calles hatte das Gespür, die künftige Entwicklung vorauszusehen und Vorschläge darzulegen, die vielen Menschen wirklichkeitsfern erschienen, in der Tat aber dem Fortschritt nur vorauseilten. (…) So ist Victor Calles auch ein Wegbereiter der Landschaftsplanung, die heute endlich ihre gesetzliche Grundlage gefunden hat (…).“

Calles gehörte den Studentenverbindungen Alania Bonn, AV Alania Stuttgart und Hansea Berlin im Cartellverband der katholischen deutschen Studentenverbindungen an.
Calles war seit 1935 mit Luise Alwine Lise Lotte geb. Fingerhut (1910–1985) verheiratet. Er verstarb 1969 im Alter von 68 Jahren in einem Kölner Krankenhaus. Die Grabstätte der Eheleute befindet sich auf dem Friedhof Melaten (Flur 117).

## Werk (Auswahl)
- 1923:–9999 Köln, Stadtteil Marienburg, Am Südpark 39, Haus W./Haus Gessner (kriegszerstört)[1][7]
- 1926:–9999 Königswinter, Tanzgarten in einem Rheinhotel[3]:25
- 1932:–9999 Köln, Sonderschau „Gast und Garten“[3]:153
- 1934:–9999 Köln, Waldpark-Landhaussiedlung in Hahnwald[3]:33
- um 1936–1944: Westwall, Begrünung und Tarnung (im Auftrag der Organisation Todt)[8]
- um 1938:–9 Heimbach/Nideggen/Simmerath, Rurtalsperre Schwammenauel, Landschaftsgestaltung[3]:9[3]:153
- 1940:–9999 Tschechien, Svitavy (damals Zwittau), Friedhof[3]:93
- 1947:–9999 Köln, „Planung zur Umgrünung der Römerstadt“ (mit Karl Band und Hans Schilling)[9][3]:9
- um 1951:–9 Hamburg, Geländewettbewerb zur Internationalen Gartenbauausstellung 1953 (3. Preis)[10]
- um 1955:–9 Köln, Stadtteil Weidenpesch, Sportpark[1]
- 1957:–9999 Köln, Bundesgartenschau, Musterfriedhof[3]:153
- 1958:–9999 Leverkusen, Ulrich-Haberland-Stadion, heute BayArena[3]:9
- 1959–1960: Köln, Stadtteil Rodenkirchen, Lessingstraße 8, Wohnhaus[11]
- 1960–1961: Königswinter, Friedhof Oberweingartenweg[12][13]
- 1961:–9999 Hürth, Naherholungsgebiet Otto-Maigler-See[14]
- 1968:–9999 Hamm (Sieg), Sportpark[3]:69
- 1969:–9999 Werl, Parkfriedhof, Erweiterung[15]
- um 1969:–9 Bornheim, Rathausstraße 2, Rathaus (Architekt: Ernst van Dorp)[3]:155
- um 1969:–9 Hamm (Sieg), Kommunalfriedhof[16]

ohne Datierung:
- Bad Driburg, Kurpark[3]:153
- Bad Honnef, Bondorfer Straße 34, Villa Heckenfels[17]
- Borken, Stadtpark[3]:153
- Bornheim, Stadtteil Walberberg, Dominikanerkloster St. Albert[3]:153
- Düren, Kreishaus, Außenanlagen[3]:153
- Erftstadt, Stadtteil Liblar, Bürgermeisteramt[3]:153
- Monheim am Rhein, Rheinische Pappenfabrik[3]:153
- St. Ingbert, Volkssportanlage[3]:153